# Амандекс Онекс
Амандекс Онекс (фр. Amendeuix-Oneix) насеље је и општина у југозападној Француској у региону Аквитанија, у департману Атлантски Пиринеји која припада префектури Бајон.
По подацима из 2011. године у општини је живело 421 становника, а густина насељености је износила 54,96 становника/km². Општина се простире на површини од 7,66 km². Налази се на средњој надморској висини од 60 метара (максималној 168 m, а минималној 32 m).

## Демографија
| 1962. | 1968. | 1975. | 1982. | 1990. | 1999. | 2011. |
| ----- | ----- | ----- | ----- | ----- | ----- | ----- |
| 286   | 289   | 329   | 327   | 381   | 367   | 421   |

График промене броја становника у току последњих година